# Troy Evans
Troy Evans (Missoula, 16 februari 1948) is een Amerikaans acteur.
Evans is het meest bekend van zijn rol als Frank Martin in de televisieserie ER waar hij in 129 afleveringen speelde (2000-2009).

## Biografie
Evans doorliep de highschool aan de Flathead High School in Kalispell. Hij heeft in 1968 en 1969 meegevochten in de Vietnamoorlog bij de infanterie.

## Filmografie

### Films
Selectie:
- 2017 The Year of Spectacular Men - als Sketch
- 2017 Dirty Lies - als Crawford
- 2015 Heaven Sent - als Gerry
- 2014 The Book of Life - als oude man Hemingway (stem)
- 2013 Epic - als Thistle Jinn (stem)
- 2006 The Black Dahlia – als chief Ted Green
- 2006 Jane Doe: The Harder They Fall – als Robbie Waters
- 2004 Tiger Cruise – als Chuck Horner
- 2004 Home on the Range – als stem
- 1998 Fear and Loathing in Las Vegas – als politiechef
- 1995 Here Come The Munsters – als rechercheur Warshowski
- 1994 Ace Ventura: Pet Detective – als Roger Podacter
- 1993 Demolition Man – als stoere agent
- 1992 Under Siege – als Granger
- 1992 The Lawnmower Man – als inspecteur Goodwin
- 1989 Halloween 5: The Revenge of Michael Myers – als hulpsheriff Charlie
- 1987 Planes, Trains & Automobiles – als asociale vrachtwagenchauffeur
- 1987 Near Dark – als agent
- 1987 Deadly care – als Dr. Derwin

### Televisieseries
Selectie:
- 2022-2023 Bosch: Legacy - als Barrel - 4 afl.
- 2014-2021 Bosch - als rechercheur Johnson - 59 afl.
- 2016-2019 Veep - als congreslid uit Montana - 2 afl.
- 2000-2009 ER – als Frank Martin – 129 afl.
- 2005-2006 Close to Home – als rechercheur Mike Pitts - 4 afl.
- 2002-2003 The Division – als Dusty – 6 afl.
- 1999-2002 Becker – als rechercheur Borkow – 3 afl.
- 1996-1998 Life with Louie – als stem – 4 afl.
- 1991-1993 Life Goes On – als Artie McDonald – 11 afl.
- 1989-1991 China Beach – als sergeant Pepper – 28 afl.

- Bibliothèque nationale de France: cb14044377x (data)
- Gemeinsame Normdatei: 1061418472
- International Standard Name Identifier: 0000 0003 6981 2034
- Library of Congress Control Number: no2012060260
- Virtual International Authority File: 10049748
- WorldCat: E39PCjHPCbxGf86HJCmYHXdQmd